# Find Me Falling - Un'isola dove innamorarsi
Find Me Falling - Un'isola dove innamorarsi (Find Me Falling) è un film del 2024 scritto e diretto da Stelana Kliris.

## Trama
Dopo che il suo ultimo album si rivela un flop, la rockstar John Allman si ritira in un'isola del Mediterraneo. Tuttavia, a causa della sua notorietà la casa dove vive attira ospiti indesiderati e anche la sua ex amante.

## Produzione
Originariamente intitolato The Islander, il film è stato girato a Cipro dal maggio 2022.

## Promozione
Il primo trailer è stato diffuso il 25 giugno 2024.

## Distribuzione
Il film è stato distribuito sulla piattaforma Netflix il 19 luglio 2024.